# Список умерших в 1119 году

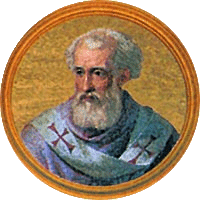
Геласий II

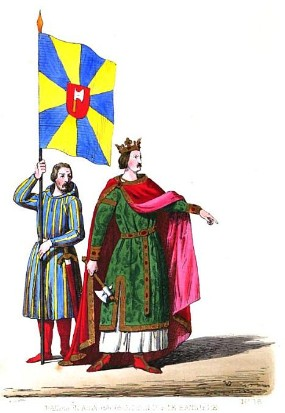
Бодуэн VII

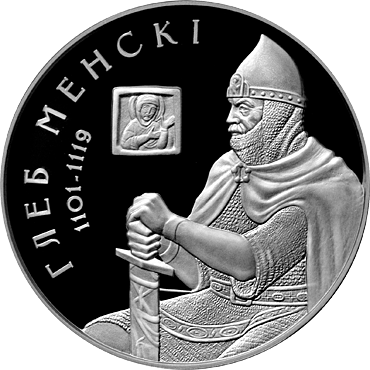
Глеб Всеславич

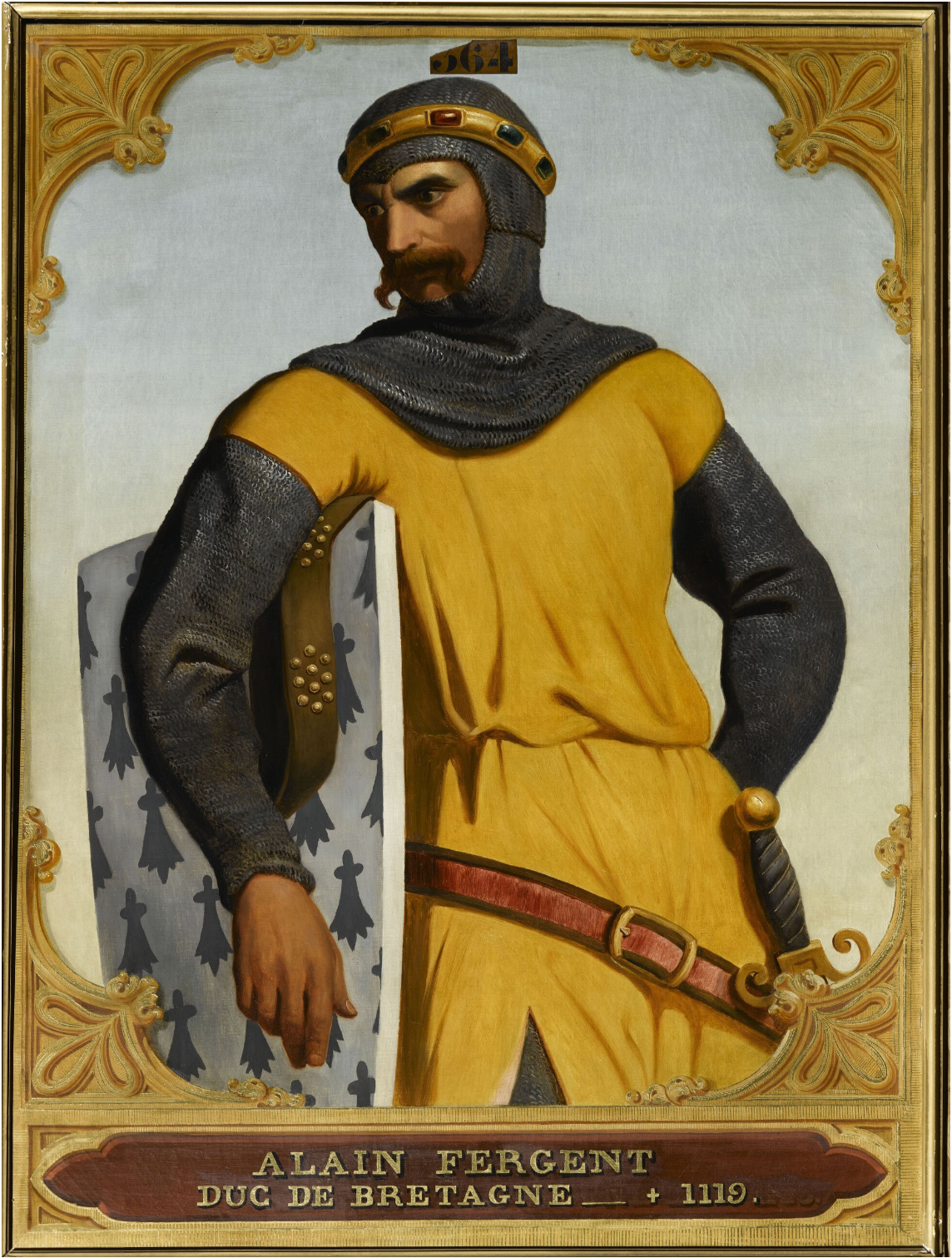
Ален IV Фержен

В этой статье представлен список известных людей, умерших в 1119 году.
См. также: Категория:Умершие в 1119 году

## Январь
- 6 января — Роман Владимирович — князь волынский (1117—1119).
- 28 января — Геласий II — папа римский (1118—1119)
- 31 января — Отберт — князь-епископ Льежа (1091—1119)

## Март
- 10 марта — Муйрхертах Уа Бриайн — король Мунстера (1086—1119), верховный король Ирландии (1106—1119)

## Июнь
- 17 июня — Бодуэн VII Секира — граф Фландрии (1111—1119)
- 20 июня — Генрих де Бомон — первый граф Уорик (1088—1119)
- 28 июня — Рожер Салернский — итальянский дворянин норманнского происхождения, участник первого крестового похода, регент Антиохии (1112—1119). Погиб в «Битве на кровавом поле»

## Июль
- 22 июля — Херберт де Лосинга[англ.] — первый епископ Нориджа, основатель Нориджского кафедрального собора

## Август
- 4 августа — Ландольфо Рангоне — архиепископ Беневенто (1108—1119).

## Сентябрь
- 13 сентября — Глеб Всеславич — первый князь минский (1101—1119). Умер в киевском плену.

## Октябрь
- 13 октября — Ален IV Фержен — герцог Бретани и граф Ренна (как Ален II) (1084—1112), граф Нанта (1103—1112), участник первого крестового похода. Умер в монастыре после отречения.

## Декабрь
- 28 декабря — Видело[нем.] — епископ (антиепископ) Миндена (1097—1105, 1113—1119)

## Дата неизвестна или требует уточнения
- Ван Симэн — китайский художник
- Генрих I — граф Лимбурга и граф Арлона (ок. 1082—1119), пфальцграф Лотарингии (как Генрих III) (1095—1099), герцог Нижней Лотарингии (как Генрих II) (1101—1106), первый герцог Лимбурга (1106—1119)
- Ибн Акиль — исламский богослов, приверженец наиболее консервативного ханбалитского мазхаба.
- Константин Моисеевич — новгородский посадник (1018—1019)
- Пьетро Мориконе[англ.] — архиепископ Пизы (1104—1119)
- Сафват аль-Мулюк — жена сельджукского правителя Сирии Тутуша и атабека Дамаска Тугтегина.
- Фруэла Диас — леонский дворянин.